# Synalephe
Synalephe of synaloephe (van het Griekse συναλοιφή, "versmelting", van synaleiphein "samensmeren") is een stijlfiguur die bestaat uit het samentrekken (contractie) van twee of meer klanken die zich in verschillende (meestal twee) lettergrepen bevinden tot één enkele klank. Meestal gaat het om de laatste klinker van het ene woord en de eerste van het volgende. Zonder samentrekking zou hier een hiaat zijn ontstaan. 
Synalephe wordt met name veel toegepast in de poëzie, om een goed metrum te verkrijgen.

## Voorbeelden
De goddelijke komedie van Dante Alighieri is geschreven in hendecasyllaben. De zin Esta selva selvaggi(a) e aspr(a) e forte ("Dit wilde, bittere en sterke bos") zou normaal gesproken 13 lettergrepen tellen. Doordat in de woorden selvaggia en aspra omwille van het metrum eerst desyllabificatie van de onbeklemtoonde eindklinker heeft plaatsgehad, is vervolgens samentrekking van de erop volgende klinkers met de voorafgaande lettergreep mogelijk geworden, waardoor het uiteindelijke aantal lettergrepen is teruggebracht tot de gebruikelijke 11. Merk op dat de betreffende klinkers niet echt zijn verdwenen, zoals bij elisie. Ze dienen alleen niet-syllabisch in plaats van syllabisch gelezen te worden. Het onderscheid tussen deze twee stijlfiguren is echter niet haarscherp. Soms wordt het geheel wegvallen van een onbeklemtoonde klinker aan het einde van woorden ook gewoon synalephe genoemd.

## Verwante begrippen
Als stijlfiguur is de synalephe met name nauw verwant aan crasis, elisie, syncope, apocope en syneresis, maar kan ook andere verschijnselen zoals diftongering omvatten. Synalephe is tevens een vorm van metaplasma. Het tegenovergestelde van synalephe is diëresis. Wanneer synalephe binnen een en hetzelfde woord plaatsvindt, wordt dit ook wel episynalephe genoemd.